# وش في وش (فلم)
وش في وش هو فيلمٌ مصريٌ أُنتج عام 2023.

## قصة الفيلم
زوج (محمد ممدوح) وزوجته (أمينة خليل) تلتقي عائلاتهما، وتحدث بينهما مفارقات مضحكة بسبب اختلاف الثقافة بين العائلتين.

## إنتاج الفيلم
يمثل الفيلم امتداداً للتعاون بين بطليه محمد ممدوح، وأمينة خليل اللذين التقيا في مسلسلات خلي بالك من زيزي، قابيل، العائدون، لا تطفئ الشمس، جراند أوتيل، وأفلام 122، الخلية.
يشترك مع بطلي الفيلم في التمثيل كلٌ من أحمد خالد صالح، ومحمد شاهين، وخالد كمال، وبيومي فؤاد، وأنوشكا، وأسماء جلال، ومحمود الليثي، وسامي مغاوري، ودنيا سامي، وسلوى محمد علي.